# Зіферсгайм
Зіферсгайм (нім. Siefersheim) — громада в Німеччині, розташована в землі Рейнланд-Пфальц. Входить до складу району Альцай-Вормс. Складова частина об'єднання громад Вельштайн.
Площа — 6,28 км2. Населення становить 1278 ос. (станом на 31 грудня 2020).

## Галерея

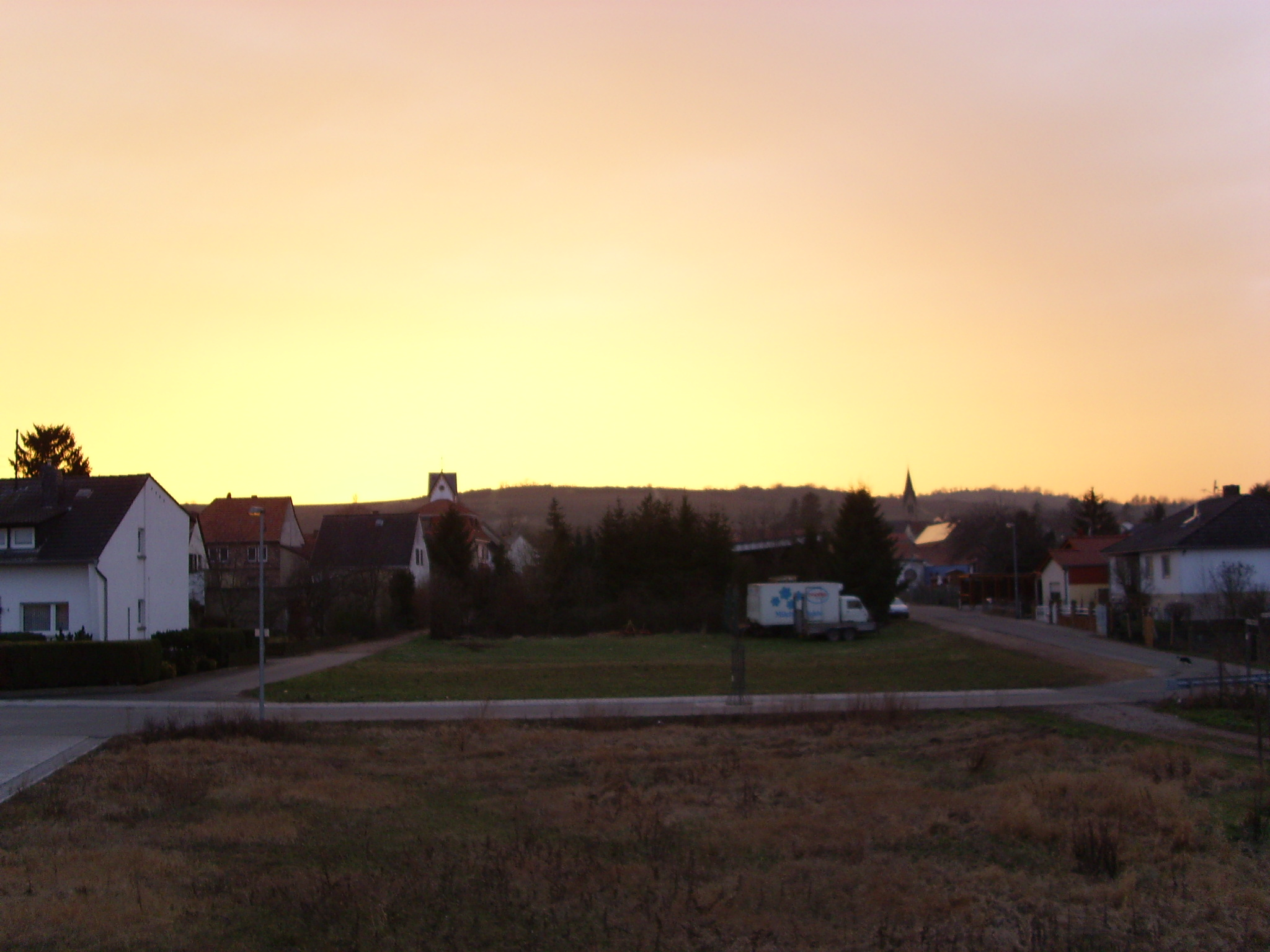
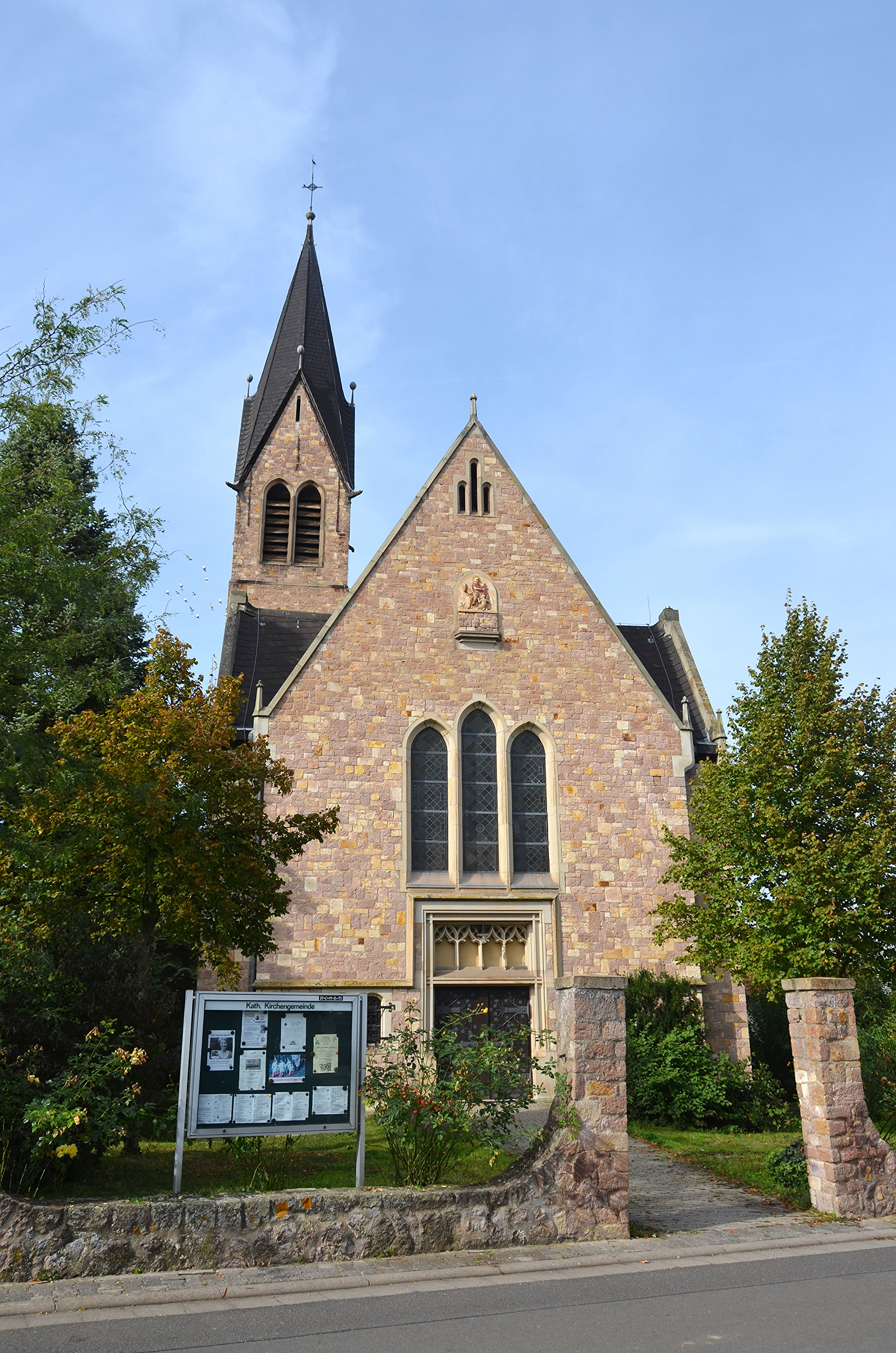